# 대한민국 방송위원회
방송위원회(放送委員會, Korea Broadcasting Commission)는 방송의 기본계획 수립, 프로그램 및 광고의 운용·편성 등에 대한 방송정책 수립, 방송사업자·중계유선방송사업자의 허가·재허가의 추천·승인 등에 관한 방송 행정업무 등에 관한 사무를 관장하는 대한민국의 옛 중앙행정기관이다. 1981년 3월 7일 발족하였으며, 2008년 2월 29일 방송통신위원회와 방송통신심의위원회로 개편되면서 폐지되었다.

## 설치 근거 및 소관 업무
- 언론기본법 [법률 제3347호, 1980.12.31 제정] 제34조[1]

## 연혁
- 1981년 3월 7일 - 방송위원회를 신설.
- 1988년 8월 3일 - 방송법 제11조[2]에 의거하여 방송위원회를 재구성함.
- 2000년 2월 12일 - 방송법 제20조[3]에 의거하여 방송위원회를 재구성함.
- 2008년 2월 29일 - 방송위원회를 폐지, 정보통신부의 통신위원회 등의 업무 일부를 이양받아 방송통신위원회 및 방송통신심의위원회를 신설.

## 구성
- 1981년 3월 : 위원은 9명으로 대통령이 추천한 3인, 국회의장이 추천한 3인, 대법원장이 추천한 3인을 대통령이 임명한다.
- 1987년 11월 : 위원은 12명으로 대통령이 추천한 4인, 국회의장이 추천한 4인, 대법원장이 추천한 4인을 대통령이 임명한다. 위원장을 포함하여 6인 이내의 위원은 상임위원으로 한다.
- 1990년 9월 : 위원은 9명으로 대통령이 추천한 3인, 국회의장이 추천한 3인, 대법원장이 추천한 3인을 대통령이 임명한다. 위원장과 부위원장은 상임위원으로 한다.
- 2000년 3월 : 위원은 9명으로 대통령이 추천한 3인, 국회의장이 교섭단체 대표의원과 협의하여 추천한 3인, 국회 문화관광위원회의 의뢰를 받아 국회의장이 추천한 3인을 대통령이 임명한다. 위원장과 부위원장 외 상임위원을 2인 둔다.
- 2003년 5월 : 위원은 9명으로 대통령이 추천한 3인, 국회의장이 교섭단체 대표의원과 협의하여 추천한 3인, 국회 문화관광위원회의 의뢰를 받아 국회의장이 추천한 3인을 대통령이 임명한다. 위원장과 부위원장 외 상임위원을 3인 둔다.

## 조직
- 사무처 ( 1987.11 ~ 2008.02 )

## 역대 정·부위원장

### 방송위원회 위원장
| 정부        | 대수           | 이름                              | 임기                              | 출신지                     | 출신학교                                       | 비고 |
| ----------- | -------------- | --------------------------------- | --------------------------------- | -------------------------- | ---------------------------------------------- | --- |
| 제 5 공화국 | 초대           | 윤석중(尹石重)                    | 1981년 3월 30일 ~ 1982년 3월 18일 | 경기 경성 (현 서울)        | 일본 조치대                                    | 방송윤리위원회 위원장                                                                                      |
| 제 5 공화국 | 2대            | 윤석중(尹石重)                    | 1982년 3월 19일 ~ 1984년 4월 24일 | 경기 경성 (현 서울)        | 일본 조치대                                    | 방송윤리위원회 위원장                                                                                      |
| 제 5 공화국 | 3대            | 정희택(鄭喜澤)                    | 1984년 4월 25일 ~ 1986년 4월 11일 | 경북 고령                  | 일본 주오대                                    | 대검찰청 중앙수사국장&언론중재위원회 위원장&감사원장&제11대 국회의원                                       |
| 제 5 공화국 | 4대            | 고병익(高柄翊)                    | 1986년 4월 12일 ~ 1987년 4월 10일 |                            | 서울대                                         | 서울대 교수·총장&정신문화연구원장                                                                          |
| 제 5 공화국 | 5대            | 고병익(高柄翊)                    | 1987년 4월 11일 ~ 1988년 8월 2일  |                            | 서울대                                         | 서울대 교수·총장&정신문화연구원장                                                                          |
| 노태우 정부 | 5대            | 고병익(高柄翊)                    | 1987년 4월 11일 ~ 1988년 8월 2일  |                            | 서울대                                         | 서울대 교수·총장&정신문화연구원장                                                                          |
| 6대         | 강원용(姜元龍) | 1988년 8월 3일 ~ 1990년 12월 5일  | 함남 이원                         | 도쿄 메이지대              |                                                | |
| 7대         | 강원용(姜元龍) | 1990년 12월 6일 ~ 1991년 3월 19일 | 함남 이원                         | 도쿄 메이지대              |                                                | |
| 8대         | 고병익(高柄翊) | 1991년 4월 8일 ~ 1993년 4월 24일  |                                   | 서울대                     | 서울대 교수·총장&정신문화연구원장              | |
| 문민 정부   | 9대            | 김창열(金昌悅)                    | 1993년 6월 9일 ~ 1997년 6월 19일  | 평남 평양 (현 평남과 분리) | 서울대                                         | 한국일보 사장                                                                                              |
| 문민 정부   | 10대           | 김창열(金昌悅)                    | 1997년 6월 20일 ~ 1999년 8월 13일 | 평남 평양 (현 평남과 분리) | 서울대                                         | 한국일보 사장                                                                                              |
| 국민의 정부 | 10대           | 김창열(金昌悅)                    | 1997년 6월 20일 ~ 1999년 8월 13일 | 평남 평양 (현 평남과 분리) | 서울대                                         | 한국일보 사장                                                                                              |
| 11대        | 김정기(金政起) | 1999년 9월 6일 ~ 2002년 1월 22일  |                                   |                            | 한국외대 교수                                  | |
| 12대        | 강대인(姜大仁) | 2002년 2월 22일 ~ 2003년 5월 7일  | 함북 청진                         |                            | 건국대 교수&방송위원회 부위원장&한국방송학회장 | |
| 참여 정부   | 13대           | 노성대(盧成大)                    | 2003년 5월 10일 ~ 2006년 7월 12일 | 전남 광주 (현 전남과 분리) | 고려대                                         | 공익광고협의회 위원장&한국간행물윤리위원회 위원장&문화방송 사장&방송문화진흥회장&방송콘텐츠진흥재단 이사장 |
| 참여 정부   | 14대           | 이상희(李相禧)                    | 2006년 7월 14일 ~ 2006년 8월 25일 | 경남 고성                  | 서울대                                         | 서울대 교수&선거방송심의위원회 위원장&한국방송공사 이사&방송문화진흥회 이사장                              |
| 참여 정부   | 직무 대리      | 최민희(崔敏姬)                    | 2006년 8월 26일 ~ 2006년 9월 25일 |                            | 이화여대                                       | 방송위원회 부위원장&제19대 국회의원                                                                        |
| 참여 정부   | 15대           | 조창현(趙昌鉉)                    | 2006년 9월 26일 ~ 2008년 2월 28일 | 전남 화순                  | 연세대                                         | 정부혁신추진위원회 위원장&중앙인사위원회 위원장                                                            |

### 방송위원회 부위원장
| 정부        | 대수           | 이름                              | 임기                              | 출신지    | 출신학교          | 비고                                            |
| ----------- | -------------- | --------------------------------- | --------------------------------- | --------- | ----------------- | ----------------------------------------------- |
| 제 5 공화국 | 초대           | 김규환(金圭煥)                    | 1981년 3월 30일 ~ 1982년 3월 19일 |           |                   | 서울대 교수                                     |
| 제 5 공화국 | 2대            | 김규환(金圭煥)                    | 1982년 3월 19일 ~ 1984년 4월 24일 |           |                   | 서울대 교수                                     |
| 제 5 공화국 | 3대            | 최창봉(崔彰鳳)                    | 1984년 4월 25일 ~ 1986년 4월 11일 |           |                   | 공연윤리위원회 위원장&문화방송 사장             |
| 제 5 공화국 | 4대            | 최창봉(崔彰鳳)                    | 1986년 4월 12일 ~ 1987년 4월 10일 |           |                   | 공연윤리위원회 위원장&문화방송 사장             |
| 제 5 공화국 | 5대            | 최창봉(崔彰鳳)                    | 1987년 4월 11일 ~ 1988년 8월 2일  |           |                   | 공연윤리위원회 위원장&문화방송 사장             |
| 노태우 정부 | 5대            | 최창봉(崔彰鳳)                    | 1987년 4월 11일 ~ 1988년 8월 2일  |           |                   | 공연윤리위원회 위원장&문화방송 사장             |
| 6대         | 서정우(徐正宇) | 1988년 8월 3일 ~ 1990년 12월 5일  |                                   |           | 연세대 교수       |                                                 |
| 7대         | 김규(金圭)     | 1990년 12월 20일 ~ 1993년 1월 7일 |                                   |           | 서강대 교수       |                                                 |
| 8대         | 최서영(崔瑞泳) | 1993년 1월 8일 ~ 1993년 4월 23일  |                                   |           | 코리아헤럴드 사장 |                                                 |
| 문민 정부   | 9대            | 유재천(劉載天)                    | 1993년 6월 9일 ~ 1995년 9월 29일  |           |                   | 서강대 교수                                     |
| 문민 정부   | 10대           | 원우현(元佑鉉)                    | 1995년 9월 30일 ~ 1998년 3월 1일  |           |                   | 고려대 교수&한국언론학회장                      |
| 국민의 정부 | 11대           |                                   |                                   |           |                   |                                                 |
| 국민의 정부 | 12대           | 조강환(曺康煥)                    | 1999년 9월 6일 ~ 2000년 2월 13일  |           |                   | 방송통신연구원장                                |
| 국민의 정부 | 13대           | 강대인(姜大仁)                    | 2000년 2월 14일 ~ 2002년 2월 21일 | 함북 청진 |                   | 건국대 교수&방송위원회 위원장&한국방송학회장    |
| 국민의 정부 | 14대           | 김동선(金東善)                    | 2002년 2월 22일 ~ 2003년 3월 12일 | 전북 전주 | 연세대            | 정보통신부 차관&한국정보통신기술협회 이사장     |
| 참여 정부   | 15대           | 이효성(李孝成)                    | 2003년 5월 10일 ~ 2006년 7월 12일 |           | 서울대            | 성균관대 교수&한국방송학회장&한국언론정보학회장 |
| 참여 정부   | 16대           | 최민희(崔敏姬)                    | 2006년 7월 14일 ~ 2008년 2월 29일 |           | 이화여대          | 제19대 국회의원                                 |